# Rhipidia (Rhipidia) subvafra
Rhipidia (Rhipidia) subvafra is een tweevleugelige uit de familie steltmuggen (Limoniidae). De soort komt voor in het Neotropisch gebied.